# Балагуров, Владимир Александрович
Владимир Александрович Балагуров — профессор, доктор технических наук, педагог. Ученый в области авиационного и автомобильного электрооборудования.

## Биография
Владимир Александрович Балагуров стал студентом Московского энергетического института в 1937 году. Ученик профессора, доктора технических наук Бориса Петровича Апарова.
В 1943 году он поступил в аспирантуру, а в 1945 году стал ассистентом. В 1947 году Владимир Балагуров защитил кандидатскую диссертацию.
В 1956 году ему присвоили учёное звание доцента.
Защитил докторскую диссертацию под руководством Андрея Николаевича Ларионова в 1957 году.
Направление его кандидатской и докторской диссертаций относилось к теории и практике высоковольтных аппаратов зажигания. Результаты этих работ содержаться в монографии «Аппараты зажигания». Его деятельность и работы, выполняемые его учениками, относились к теории и практике применения магнитоэлектрических машин.
В 1959 году Владимиру Балагурову присвоили учёное звание профессора. Среди его учеников — сотни инженеров и десятки кандидатов наук. Книги, которые он написал, используются выпускниками высших учебных заведений.
Владимир Александрович Балагуров более 20 лет был главой проблемной лаборатории постоянных магнитов в МЭИ. С его деятельностью в Московском энергетическом институте связано создание в проблемной лаборатории постоянных магнитов научной школы вентильной электромеханики.
Автор книги "Электрические генераторы с постоянными магнитами".
Владимир Александрович Балагуров умер после тяжелой болезни в 1985 году.